# Enchophora florens
Enchophora florens är en insektsart som beskrevs av William Lucas Distant 1887. Enchophora florens ingår i släktet Enchophora och familjen lyktstritar. Inga underarter finns listade i Catalogue of Life.